# William Carey
William Carey (født 28. juni 1495 - død 22. juni 1528) var en engelsk hofmand hos Henrik 8. Han var gentleman of the Privy Chamber og Esquire to the Body of the King (= kongens påklæder).

## Baggrund
Carey var anden søn af Thomas Carey (1479–1536) og Margaret Spencer fra Chilton Foliat i Wiltshire. Han var Henrik 8. slægtning (næstnæstsøskendebarn), og blev også en af hans yndlinge med poster ved hoffet. Han var også kendt som kunstsamler, og i 1526 blev han malet af den nederlandske kunstner Lucas van Horenbolte som han også skal have fået til England.

## Indgiftet i kongehuset
28. juni 1520 giftede Carey sig med Mary Boleyn, søster til den senere dronning Anne Boleyn. Vi kender datoen kun fordi en bryllupsgave på 6s 8d står opført i kongens regnskaber. Brylluppet blev fejret i Greenwich, og kong Henrik var blandt gæsterne. Måske var det da, han blev betaget af bruden, eller måske han var faldet for hende ved ridderturneringen 4. marts 1522, som var søsteren Anne Boleyns debut ved det engelske hof. Ingenting tyder på, at kong Henrik den gang bemærkede Anne.
Ægteparret Carey fik to børn:
- Katherine Carey (født ca. 1524, død 15. januar 1658), som var brudepige for både Anne af Kleve og Katharina Howard. Hun blev gift med puritaneren Francis Knollys, og var senere hofdame for sin kusine dronning Elizabeth. Katherine Knollys er begravet i Westminster Abbey.[8] En af hendes døtre, Lettice Knollys, giftede sig med Elizabeths yndling Robert Dudley, 1. jarl af Leicester.
- Henry Carey, 1. baron Hunsdon (født 4. marts 1526, død 23. juli 1596) blev slået til ridder af dronning Elizabeth lige efter hendes kroning. I 1557 var han alligevel indsat i Fleet fængsel for en gæld på £ 507. Henry Carey var gift med Anne Morgan, som han fik tolv børn med - ni sønner og tre døtre. På hans dødsleje besøgte dronning Elizabeth ham og tilbød ham grevskabet Wiltshire, der havde tilhørt hans morfar Thomas Boleyn.[9]

Mary havde en affære med kong Henrik, men det har ikke været muligt at tidsfæste denne. I Henry Careys levetid blev det bemærket, at han lignede kong Henrik meget, og antydet, at kongen havde givet Marys mand William Carey en række gaver og ejendomme på de tidspunkter, da de to børn blev født, som en tak for, at Carey så gennem fingrene med kongens forhold til Mary. Der gik også rygter om, at ægteskabet var arrangeret for at dække over illegitime børn, og at dronning Elizabeth senere stod Henry Carey så nær, fordi de var halvsøskende og ikke kun søskendebørn.
Efter at Henrik 8.s affære med Mary var over, indledte han et forhold til hendes søster Anne. Carey selv døde pludseligt af den såkaldte svedesyge.